# Islamisches Museum (Jerusalem)

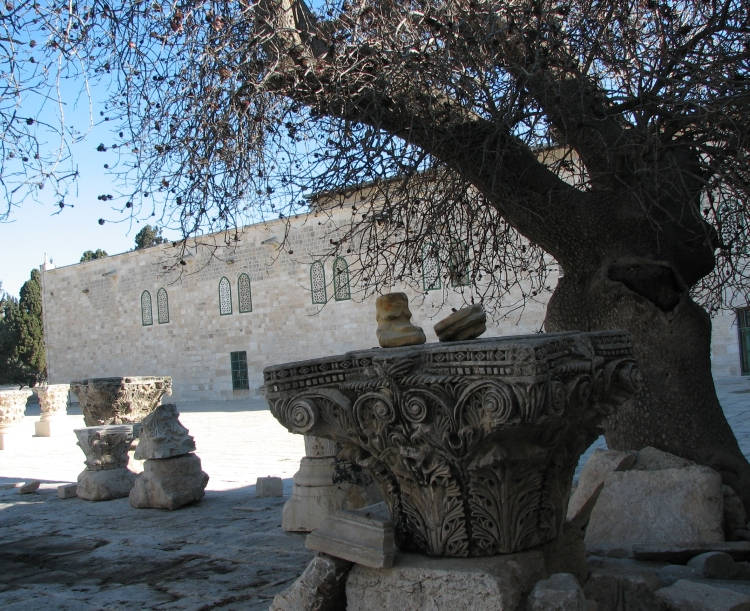
Islamisches Museum in Jerusalem

Das Islamische Museum (arabisch المتحف الإسلام, DMG al-Matḥaf al-Islāmī; engl. Islamic Museum / Islamic Museum of the Haram al-Sharif) befindet sich in der Altstadt von Jerusalem in der Nähe der al-Aqsa-Moschee auf dem Haram asch-Scharif (arabisch الحرم الشريف, DMG al-ḥaram aš-šarīf ‚das edle Heiligtum‘) bzw. Tempelberg (הר הבית Har haBait). 
Eines seiner heutigen Gebäude wurde ursprünglich 1282 während der Mameluken-Zeit errichtet. Das heutige moderne Museum wurde 1922 gegründet und zog 1929 zu seinem heutigen Ort.
Das Museum beherbergt eine größere Sammlung bedeutender islamischer Manuskripte.
In den Beständen des Museums wurden in den 1970er Jahren die Ḥaram-Dokumente aus der Mamluken-Zeit wiederentdeckt. Es beherbergt auch eine größere Sammlung von Koran-Manuskripten.
Der Direktor des Islamischen Museums, Khader Salameh, ist zugleich der Direktor der Bibliothek der al-Aqsa-Moschee.